# Hải quân Việt Nam Cộng hòa
La Marina militare del Vietnam del Sud (Hải quân Việt Nam Cộng hòa in vietnamita) è stata la forza navale della Repubblica del Vietnam del Sud, fino al suo dissolvimento nel 1975.

## Storia
La forza navale venne formata con navi cedute dagli Stati Uniti, tra cui alcuni ex cacciatorpediniere di scorta e dragamine. I caccia vennero riclassificati fregate ed i dragamine corvette.
Tra le unità maggiori vi erano:
- fregata Lý Thường Kiệt (ex USCGS Chincoteague, un cutter della guardia costiera statunitense)
- fregata Trần Bình Trọng (ex USS Castle Rock)
- fregata Trần Khánh Dư (ex cacciatorpediniere di scorta USS Forster)
- corvetta Nhật Tảo (ex dragamine USS Serene)

Ad esse si assommava un paio di centinaia di battelli fluviali e costieri e giunche.
| Anno | Personale | Unità navali |
| ---- | --------- | ------------ |
| 1955 | 2,000     | 22           |
| 1961 | 5,000     | 220          |
| 1964 | 8,100     | ?            |
| 1967 | 16,300    | 639          |
| 1973 | 42,000    | 1,400        |

La marina sudvietnamita si confrontò con la marina cinese nella battaglia delle Isole Paracelso, ed appoggiò le azioni statunitensi contro il Vietnam del Nord durante la guerra del Vietnam.